# Martin Heidingsfelder
Martin Heidingsfelder (* 19. Juli 1965) ist ein deutscher Plagiatsgutachter und Internetunternehmer. In den 1980er Jahren war er als American-Football-Spieler aktiv.

## Leben
Heidingsfelder wuchs u. a. in Ansbach und Windsbach auf. Im Jahr 1986 machte er am Martin-Behaim-Gymnasium in Nürnberg sein Abitur. Seit 1988 arbeitet er als Selbstständiger. Im Jahr 1999 erlangte er einen Abschluss als Diplom-Kaufmann an der Friedrich-Alexander-Universität Erlangen-Nürnberg. Von 1999 bis 2002 war er als Vorstand und Geschäftsführer im Bereich Online-Forschung tätig.

### Sportlicher Werdegang
In den 1980ern war Heidingsfelder Spieler in der American-Football-Mannschaft der Ansbach Grizzlies. Mit diesem Verein wurde er in den Jahren 1983, 1984 und 1986 deutscher Vizemeister und 1985 deutscher Meister. Mit der deutschen Nationalmannschaft wurde er 1987 Vize-Europameister.

### Politische Aktivitäten
Heidingsfelder trat im Jahr 2004 in die SPD ein. Im Jahr 2005 war er Mitinitiator der Aktion Angela? Nein Danke, die eine schwarz-gelbe Koalition verhindern wollte. Bei der Kommunalwahl im März 2008 kandidierte er für den Stadtrat von Nürnberg, verfehlte jedoch den Einzug ins Stadtparlament. Im Oktober 2012 beendete Heidingsfelder seine Mitgliedschaft bei der SPD und räumte ein, dass er schon länger Mitglied der Piratenpartei war. Er kandidierte auf den Landeslisten der Piraten für den Bayerischen Landtag und den Bundestag 2013.

### VroniPlag Wiki
Nachdem Heidingsfelder längere Zeit als Goalgetter im Guttenplag-Wiki aktiv gewesen war, spaltete sich auf seine Initiative im März 2011 eine Gruppe ab und wurde zu VroniPlag Wiki, nachdem an anderer Stelle Plagiatsvorwürfe gegen Veronica Saß veröffentlicht worden waren, die Tochter des CSU-Politikers Edmund Stoiber.
Am 19. Juli 2011 wurden ihm nach längeren Konflikten die erweiterten Administrationsrechte entzogen und sein Account auf der Plattform schließlich nach Auseinandersetzungen über die Nutzung des Internetdienstes Twitter am 3. November 2011 auf unbeschränkte Zeit gesperrt. Seitens der Community kritisierte man, dass Heidingsfelder sich den Namen markenrechtlich hatte sichern lassen, und verdächtigt ihn, kommerzielle Interessen damit zu verfolgen.

### SchavanPlag Wiki
Nachdem eine Person mit dem Pseudonym „Robert Schmidt“ beim Bloghoster WordPress.com unter dem Titel schavanplag Plagiatsstellen in der Dissertation der damaligen deutschen Wissenschaftsministerin Annette Schavan veröffentlicht hatte, begann Heidingsfelder im Mai 2012 das SchavanPlag Wiki. Dort warf er Schavan vor, in ihrer Dissertation von sich selbst abgeschrieben zu haben, und forderte über die Augsburger Allgemeine Zeitung den Rücktritt der Ministerin.
Nach Recherchen von Spiegel Online, der Frankfurter Allgemeinen Zeitung und der Tageszeitung Die Welt konnten die Vorwürfe des „Eigenplagiats“ nicht bestätigt werden. Ein Gutachten der Universität Düsseldorf entlastete Schavan von den von Heidingsfelder erhobenen Vorwürfen.
Nach zahlreichen Medienauftritten im Zusammenhang mit der Aberkennung des akademischen Grades von Annette Schavan distanzierten sich Anfang 2013 sowohl der Betreiber des Blogs schavanplag als auch die Betreiber des VroniPlag Wikis öffentlich von Martin Heidingsfelder. Dieser reagierte auf die Kritik mit dem Hinweis, er werde gemobbt.

### PolitPlag Wiki
Angesichts der anstehenden Wahlen im Jahr 2013 startete Heidingsfelder das kommerziell orientierte Unternehmenswiki PolitPlag Wiki, auf dem Dissertationen aller kandidierenden Politiker gegen Entgelt (ca. 500 Euro pro Arbeitstag) geprüft werden können. Bis März 2013 gingen bei der Plattform Gelder in Höhe von 2500 Euro ein, es wurden jedoch keine Plagiate gefunden.
Im Juni 2013 erhob Heidingsfelder Plagiatsvorwürfe gegen den Leitenden Landgerichtsarzt am Landgericht Ingolstadt Hubert Haderthauer. Ein Gutachter der Universität Würzburg, an deren Medizinischer Fakultät die Promotionsarbeit Haderthauers 1986 angenommen wurde, kam in einer daraufhin eingeleiteten Untersuchung zu dem Schluss, dass der Plagiatsverdacht unbegründet sei.
Im August 2013 informierte Heidingsfelder die Universität Ulm über seinen Plagiatsverdacht in der Dissertation des Psychiaters Klaus Leipziger, der ein Gutachten im Fall Gustl Mollath erstellt hat. Die Universität Ulm wies die Vorwürfe gegen Leipziger nach einer Prüfung im Oktober 2013 als unbegründet zurück. Leipziger bezeichnete die von Heidingsfelder dennoch aufrechterhaltenen Plagiatsvorwürfe in einem Radiointerview im November 2013 als politisch motiviert und „infam“. Heidingsfelder widerrief seine Behauptungen in der Folge im Dezember 2013 „als unwahr“, weigerte sich jedoch, eine solche Erklärung auch gegenüber dem Bayerischen Rundfunk, dem er in dieser Sache ein Interview gegeben hatte, abzugeben. Leipziger verklagte Heidingsfelder daraufhin vor dem Landgericht Bayreuth auf die Abgabe einer entsprechenden Erklärung sowie Zahlung von 5000 EUR Schmerzensgeld.
Im April 2014 veröffentlichte Heidingsfelder auf der Plattform einen Plagiatsvorwurf gegen den Bundesminister für wirtschaftliche Zusammenarbeit und Entwicklung Gerd Müller. Nach Prüfung der Vorwürfe teilte die Universität Regensburg im April 2014 mit, dass dem Verdacht wissenschaftlichen Fehlverhaltens jede Grundlage fehle.
Zeitgleich mit Stefan Weber erhob Heidingsfelder im Jahr 2022 Plagiatsvorwürfe gegen den Münchner Rechtsmediziner Matthias Graw. Die Prüfung der Vorwürfe durch die Ombudsstelle für gute wissenschaftliche Praxis der Universität Hamburg ergab, dass Graws Arbeit kein Plagiat ist. Stattdessen war der angeblich plagiierte Sammelband Colchicine – 100 years of Research eine aufwendig produzierte Fälschung und erst nach der Dissertation entstanden. Heidingsfelder bezeichnete die entsprechenden Ausführungen der Uni Hamburg als „unsinnige Argumentation“. Er wolle „so einen Schwachsinn nicht kampflos dulden“; die „angebliche Beweisführung (sei) ein Witz“. Im Oktober 2022 räumte er ein, dass er Indizien für eine Fälschung sehe, und bat „von detaillierten Anfragen (..) abzusehen, da die Beweise erst gesammelt und abgesichert werden“ müssten. Danach äußerte er sich dazu nicht mehr und reagierte nicht, als Weber weitere, mittlerweile von ihm ermittelte Belege dafür vorbrachte, dass der fragliche Band eine Fälschung war, sich bei Graw entschuldigte und den Ablauf der Rufmord-Kampagne gegen Graw rekonstruierte. Im Oktober 2022 wurde Heidingsfelders mutmaßlicher Auftraggeber identifiziert und 2025 vor Gericht gestellt.

### Motivation als „Plagiatsjäger“
Im März 2019 äußerte Heidingsfelder gegenüber dem Münchner Merkur, dass er es sich als Plagiatsjäger zum Ziel gemacht habe, „die Wissenschaft auf ein vernünftiges Maß an Redlichkeit zurückzuführen“. Es gehe ihm „nur um die Gerechtigkeit“. In einem zwei Monate später veröffentlichten Interview gab Heidingsfelder an, dass das „ursprüngliche Ziel der Jagd auf Politiker dem ökonomischen Ziel gewichen“ sei.

### Berater und Privatermittler im Fall Gustl Mollath
Am 23. Juli 2014 legte Gustl Mollaths Anwälte Gerhard Strate und Johannes Rauwald wegen unterschiedlicher Ansichten zu Beweisanträgen ihr Mandat als Wahlverteidiger im Wiederaufnahmeprozess nieder und wurden daraufhin auf Antrag der Staatsanwaltschaft zu Pflichtverteidigern bestimmt. Währenddessen versuchte Heidingsfelder als Privatermittler erfolglos, mit einem Brief an die Vorsitzende Richterin Elke Escher weitere Beweismittel in die Wiederaufnahmeverhandlung gegen Mollath einzuführen. Die Süddeutsche Zeitung nannte ihn den „derzeit wohl […] umstrittenste[n] Unterstützer“ Mollaths und sah einen Zusammenhang zwischen seinen Aktivitäten und Strates Rücktritt als Wahlverteidiger.